# Agrilus auroapicalis
Agrilus auroapicalis es una especie de insecto del género Agrilus, familia Buprestidae, orden Coleoptera.
Fue descrita científicamente por Kurosawa, 1957.